# Pomezia
Pomezia (AFI: /poˈmɛʦʦja/) è un comune italiano di 65 095 abitanti della città metropolitana di Roma Capitale nel Lazio. Si tratta di una città di fondazione.

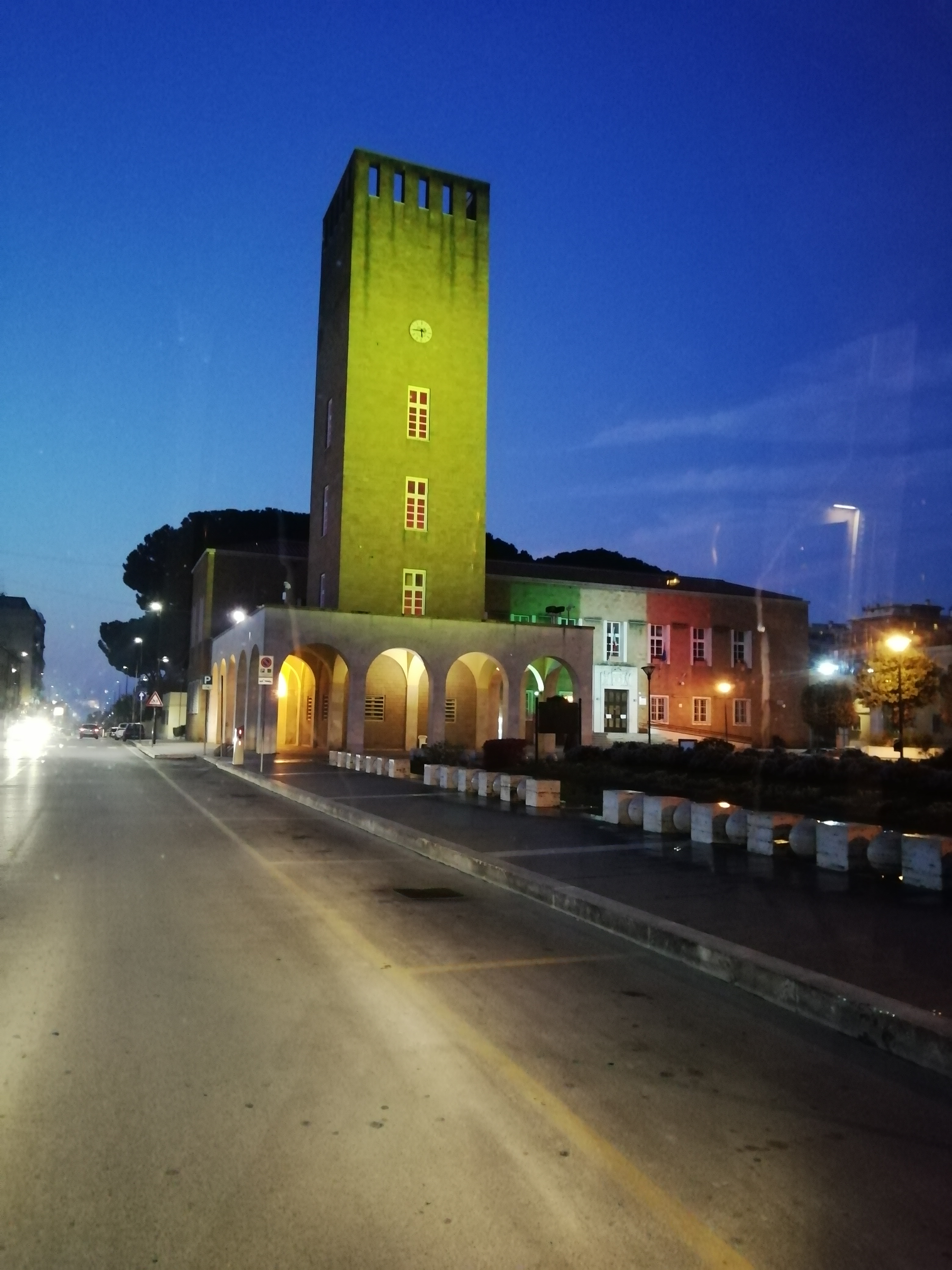
Piazza Indipendenza

## Geografia fisica

### Territorio
Il territorio di Pomezia, compreso nell'agro romano, si estende a sud di Roma, stretto tra le pendici dei Colli Albani e la costa del mar Tirreno.
Poche sono le vestigia rimaste del vecchio territorio pometino, originariamente composto da vaste zone boschive (sugheri, olmi e querce), dune con vegetazione mediterranea (ginestre, pungitopo, rovi di more e fitta vegetazione di erbe) e zone paludose (due stagni litorali nei pressi di Torvajanica); tra quanto rimasto si segnalano la zona costiera delle dune tra Torvaianica e Villaggio Tognazzi e il bosco della sughereta vicino a Pomezia, divenuta ora Riserva Naturale.
Le cause di questo cambiamento sono riconducibili essenzialmente all'opera di bonifica d'epoca fascista (per ciò che attiene alle zone paludose ed agricole), e una forte industrializzazione del territorio prolungatasi fino agli anni '80 grazie ai fondi per la Cassa del Mezzogiorno, nonché alla speculazione edilizia che ha devastato il litorale pometino.

#### Orografia
Il territorio è di altitudine modesta, arrivando ad appena 135 m s.l.m. a Santa Palomba, a nord-est del territorio comunale. A grandi linee, rimane sopra i 100 m s.l.m. nella zona a nord est del territorio, tra i 50-100 m s.l.m. nella parte centrale, per digradare rapidamente in prossimità della costa. Pomezia si trova in posizione leggermente più elevata rispetto al territorio circostante, arrivando ai 100,2 m s.l.m. nella piazza del Municipio.

#### Idrografia
Il territorio comprende tre specchi d'acqua; il primo di circa 19700 m² in località di Vigna di Pratica, il secondo di circa 17500 m² in località Macchia Capretta, e il terzo, il cosiddetto Lago delle Meraviglie, sotto il borgo di Pratica, di circa 7300 m². Ci sono diversi torrenti che, seguendo le linee altimetriche, scorrono da nord-est verso sud ovest. I toponimi di alcuni, sono Rio Torto, Fosso dell'Orfeo, Fosso delle Monachelle, il Fosso di Santa Procula e il Fosso di Pratica.

### Clima
Il clima è fortemente condizionato dal mar Tirreno, che dista dal centro cittadino appena sei chilometri, per cui le estati calde e umide si susseguono a inverni comunque miti. Le primavere e gli autunni sono caratterizzati da alti tassi d'umidità e più frequenti precipitazioni. Poco frequenti sono invece le precipitazioni nevose (si registrano quelle del 1971, 1985-86, 2005, 2010, 2012, 2018), che si verificano in corrispondenza dall'afflusso di correnti di aria gelida provenienti dalla Russia.
- Classificazione climatica: zona D, 1536 GG

| Pomezia             | Mesi | Mesi | Mesi | Mesi | Mesi | Mesi | Mesi | Mesi | Mesi | Mesi | Mesi | Mesi | Stagioni | Stagioni | Stagioni | Stagioni | Anno |
| Pomezia             | Gen  | Feb  | Mar  | Apr  | Mag  | Giu  | Lug  | Ago  | Set  | Ott  | Nov  | Dic  | Inv      | Pri      | Est      | Aut      | Anno |
| ------------------- | ---- | ---- | ---- | ---- | ---- | ---- | ---- | ---- | ---- | ---- | ---- | ---- | -------- | -------- | -------- | -------- | ---- |
| T. max. media (°C)  | 11,5 | 11,9 | 14,5 | 17,3 | 21,2 | 25,6 | 28,3 | 28,6 | 24,5 | 20,8 | 16,3 | 12,7 | 12,0     | 17,7     | 27,5     | 20,5     | 19,4 |
| T. min. media (°C)  | 5,1  | 5,1  | 7,3  | 10,1 | 13,8 | 17,9 | 20,6 | 21,1 | 17,9 | 14,5 | 10,6 | 6,6  | 5,6      | 10,4     | 19,9     | 14,3     | 12,5 |
| Precipitazioni (mm) | 81   | 81   | 78   | 79   | 54   | 28   | 20   | 23   | 88   | 132  | 157  | 108  | 270      | 211      | 71       | 377      | 929  |
| Giorni di pioggia   | 8    | 7    | 7    | 8    | 5    | 3    | 2    | 3    | 7    | 8    | 10   | 9    | 24       | 20       | 8        | 25       | 77   |

## Origini del nome
Il nome della città deriva dal toponimo di un'antica città volsca o latina, Suessa Pometia, la cui posizione è tuttora ignota. Il nome potrebbe anche riferirsi alla "città dei pomi" (frutti) e riconnesso all'immagine della dea romana Pomona, ma questa ipotesi ricade nel campo della paretimologia.

## Storia

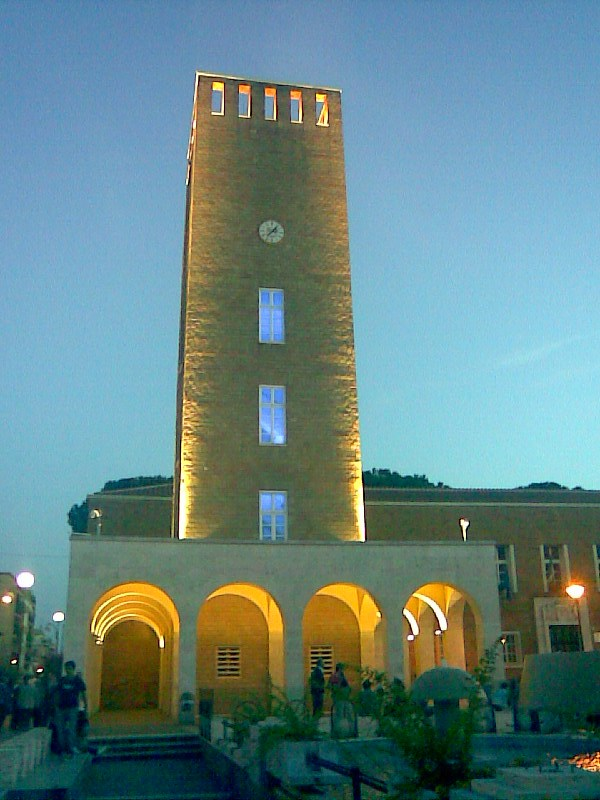
Torre dell'Indipendenza (Torre civica) di sera

Piazza indipendenza

Posa della prima pietra alla presenza di Mussolini, 25 aprile 1938

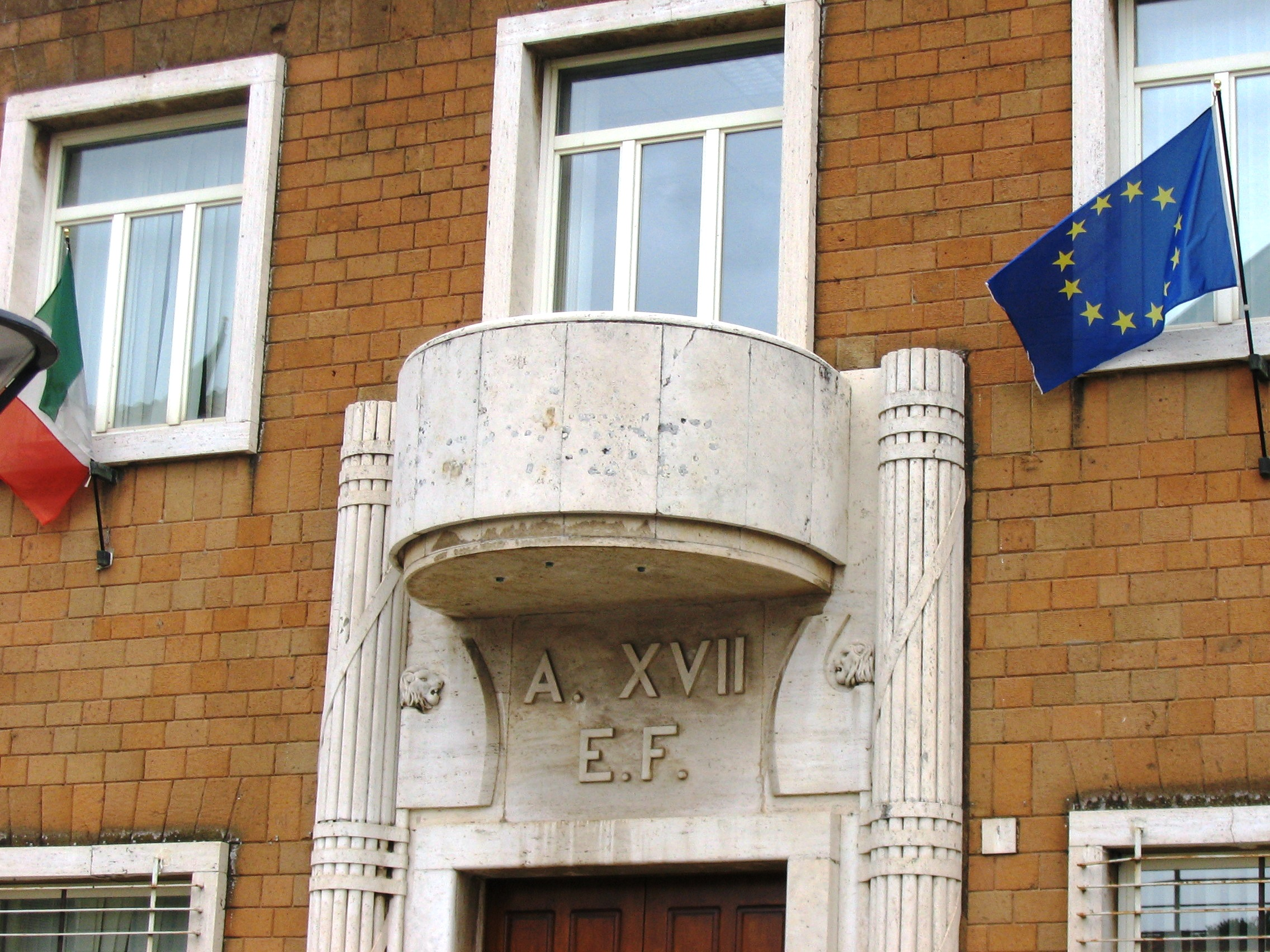
Balcone dell'ex Casa del Fascio

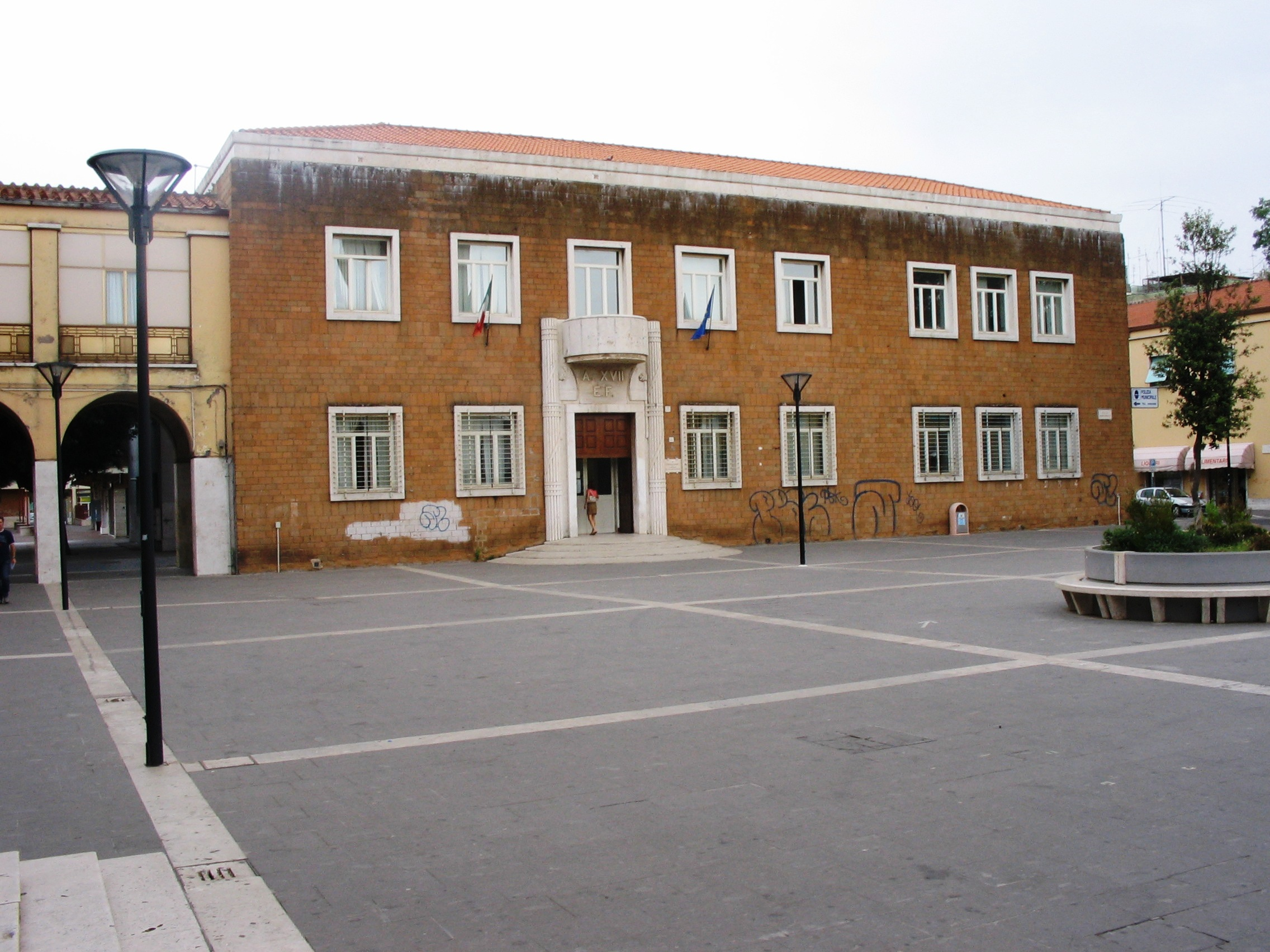
Ex Casa del Fascio

Pur essendo geograficamente parte dell'Agro Romano, la nascita di Pomezia fece seguito alla riqualificazione della palude pontina decisa dal governo Mussolini, con la legge di bonifica integrale del 1928, per costituire una città che facesse da collegamento tra Roma e le nuove città dell'Agro Pontino: Littoria (oggi Latina), Sabaudia, Pontinia.
Prima di allora, dal punto di vista amministrativo e topografico, si faceva riferimento al villaggio di Pratica, oppure alle tenute di Campo Ascolano, Campo Jemini, Capocotta, Maggiona, Santa Procula, Solfatara e Solfatarella, comprese nell'Agro Romano.
Originariamente, per l'istituendo comune fu previsto il nome di "Ausonia" ma già prima dell'inizio dei lavori esso fu mutato in Pomezia. Nel 1932 Pomezia si divide da Roma, formando un comune autonomo che inizialmente contava all'incirca 1 300 abitanti, dopodiché iniziarono i lavori di costruzione della città e il conseguente ripopolamento.
Concessionaria della costruzione fu designata l'Opera Nazionale Combattenti, che il 1º ottobre 1937 bandì un concorso urbanistico, improntato alla ricerca di soluzioni architettoniche semplici proprie del ruralismo italiano perseguito dal regime, vinto dagli architetti Petrucci, Tufaroli, Paolini e Silenzi.
Pochi mesi dopo, il 25 aprile 1938, fu posata la prima pietra simbolica e il 29 ottobre 1939 i primi nuovi insediamenti furono inaugurati.
La popolazione consisté originariamente di famiglie coloniche: i primi arrivi, 40 nuclei, giunsero dalla Romagna nel giugno 1939; in ottobre giunse un secondo contingente e, a seguire, popolarono la zona famiglie di origine trentina provenienti dalla Bosnia.
Responsabile delle assegnazioni era sempre l'Opera Nazionale Combattenti, e i poderi da questa consegnati ai coloni erano comprensivi di un casolare e di un appezzamento di terreno coltivabile.
Il territorio di Pomezia subì pesantemente gli avvenimenti bellici legati alla seconda guerra mondiale, soprattutto nel periodo tra lo sbarco di Anzio (22 gennaio 1944) e la liberazione di Roma dall'occupazione nazista del successivo 4 giugno.
Durante tale periodo molti furono i bombardamenti effettuati dagli Alleati, ivi compresi quelli dell'aeroporto di Pratica di Mare e della Torre del Vajanico (Torvaianica), così come molte furono le mine che i tedeschi, ritirandosi, lasciarono lungo il litorale pometino e romano.
Le prime elezioni libere per nominare il sindaco del comune (che comprendeva anche il territorio di Ardea) si tennero nell'aprile del 1946.
Il litorale pometino rimase relativamente sconosciuto fino ai primi anni cinquanta. L'11 aprile del 1953 salì prepotentemente alla ribalta a causa di un fatto di cronaca nera, il ritrovamento sulla spiaggia di Torvaianica del corpo senza vita di una giovane donna di 21 anni, Wilma Montesi. La vicenda, che giornalisticamente prese il nome di caso Montesi, ebbe vasta eco a livello nazionale, ma in ambito locale ebbe l'effetto di richiamare l'attenzione sul litorale che, così, divenne meta preferita della Roma bene e, in seguito, dell'edilizia abusiva.
Inizialmente progettata come centro principale di una zona a vocazione agricola, nel dopoguerra Pomezia ha cambiato la sua storia diventando un importante centro industriale del Lazio, in virtù della sua vicinanza con Roma e dell'inclusione del suo territorio tra le zone beneficiarie delle politiche di sviluppo economico dell'ente Cassa per il Mezzogiorno. Pomezia fu inclusa nel territorio della Cassa nel 1955 in virtù del provvedimento Cervone-Villa.
Il 6 maggio 1970 la frazione di Ardea si staccò da Pomezia per formare un comune autonomo.
Il piano di sviluppo fu determinante per lo sviluppo della città; infatti se il censimento del 1951 contò 6 005 abitanti e 47 attività locali con 104 addetti, quello del 1991 (gli aiuti della Cassa per il Mezzogiorno erano terminati l'anno prima) contò 37 512 abitanti, con 537 attività per 18 943 addetti.
A partire dalla fine degli anni ottanta la zona di Pomezia è stata interessata da un progressivo processo di deindustrializzazione che ha portato alla chiusura di numerose piccole e medie imprese. Alcune grandi imprese, anche se non hanno abbandonato il territorio, hanno gradualmente ridimensionato la propria presenza.
A fronte della crisi industriale si è registrato un progressivo sviluppo dell'economia legata al terziario e al commercio, che ha permesso alla città di consolidare la sua importanza economica in ambito regionale.
A questi fenomeni economici, si è aggiunto quello dell'arrivo nel territorio pometino di nuclei familiari provenienti da Roma, costituiti soprattutto da giovani coppie, anche a causa del forte incremento dei prezzi nel mercato immobiliare romani, trasformando Pomezia in una città satellite di Roma. 

### Simboli
Lo stemma e il gonfalone di Pomezia sono stati concessi con regio decreto del 3 novembre 1939.
Stemma
Gonfalone

Stemma del Comune

Gonfalone del Comune

Il gonfalone municipale è un drappo partito di rosso e di azzurro.
I colori rosso e blu riprendono il colore della terra su cui sorge e il colore del mare su cui si affaccia.

### Onorificenze
Per effetto e a seguito del decreto del presidente della Repubblica firmato dall'allora presidente Carlo Azeglio Ciampi il 31 gennaio 2005, il comune di Pomezia ha diritto, nei suoi atti ufficiali, di fregiarsi del titolo di Città.

## Monumenti e luoghi d'interesse

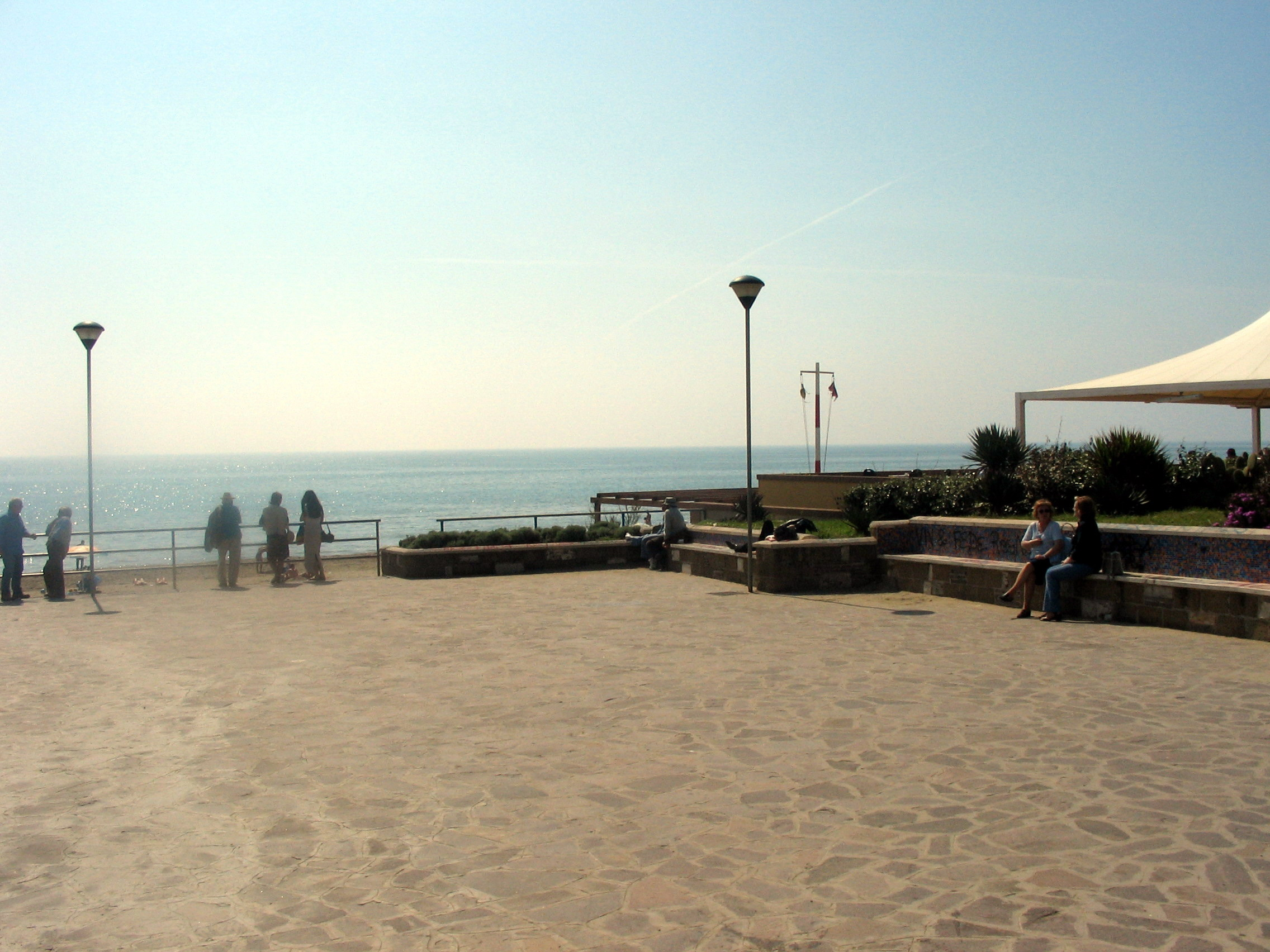
Torvaianica

Pomezia è una città di fondazione, vale a dire progettata a tavolino nella sua forma urbanistica completa prima ancora di essere costruita e realizzata.
La città fu progettata secondo gli stilemi del fascismo avendo come linee guida la semplicità delle linee, l'uso di materiali di costruzione italiani, con preferenza per quelli esistenti sul posto e, dove possibile, escludendo le strutture in ferro e in cemento armato.
La sua struttura base si rifà agli antichi borghi contadini, con le strade principali che si incontrano nella piazza principale della città, già piazza dell'Impero oggi piazza Indipendenza.

### Architetture religiose
- Chiesa di San Benedetto, nel nucleo di fondazione di Pomezia;
- Chiesa di San Bonifacio, nel quartiere di Nuova Lavinium;
- Chiesa della Beata Vergine Immacolata, nella frazione di Torvaianica;
- Chiesa di San Pietro Apostolo, nel borgo di Pratica di Mare;
- Chiesa di Santa Maria delle Vigne, chiesa rurale del V secolo d.C. a Pratica di Mare.

### Architetture civili
Affacciati alla piazza sorgono il municipio, la torre comunale (ricostruita dopo i bombardamenti della seconda guerra mondiale), l'ex Casa del Fascio e la chiesa madre.
Le principali strade della città sono via Roma, dove è possibile trovare la maggior parte dei negozi e dei servizi, e via Orazio che collega la piazza Indipendenza con piazza San Benedetto da Norcia (o piazza del Mercato) dove si trova il Monumento ai caduti di Nassirya e una fontana conosciuta come Fontana contraerea, ora demolita.
Fanno parte del centro storico anche l'ex cinema Pucci e l'ufficio postale.
Il borgo e il castello di Pratica di Mare
Si tratta di un borgo di campagna molto piccolo: secondo il censimento del 2001 conta solamente 17 abitanti.
In posizione dominante si erge il Castello Borghese, che sembra risalire al VII secolo d.C., fatto costruire molto probabilmente dai monaci benedettini. Tra l'882 e l'884 papa Marino I affidò infatti il borgo ai monaci della basilica di San Paolo fuori le mura, i quali vi rimasero di fatto fino al Trecento. Inizialmente fu costruita una torre fortificata alta circa 40 metri ed attorno a questa venne sviluppato il castello, che è passato nel 1432 alla famiglia Capranica, nel 1526 ai principi Massimo ed infine nel 1617 ai Borghese, che nel corso degli anni lo hanno restaurato ed hanno contribuito al mantenimento del borgo.
La torre invece è stata distrutta durante la seconda guerra mondiale.
Torre Fausta
Edificata nel 1927 a presidio della riserva idrica per l’irrigazione dei campi. Si tratta infatti di una torre idraulica utilizzata per sollevare l'acqua del pozzo sottostante a una quota utile per essere immessa nel circuito idrico. La torre apparteneva al proprietario terriero conte Giovanni Ticca. Il blasone della famiglia spicca sulla parte alta del corpo murario.

### Architetture militari
Torre Maggiore
La torre è una delle più imponenti della Campagna romana. Prende il nome dalla sua altezza di circa 30 metri e dalla sua maestosità. Era in origine suddivisa in quattro piani oltre al piano terra. Costruita con parallelepipedi di tufo con finestre a stipiti marmorei, era circondata da un antemurale del quale si conservano tre lati di circa 30 metri ciascuno. Un rudere di fabbrica all'angolo rivela l'esistenza di una chiesetta. È stata colpita molte volte da fulmini che l'hanno gravemente danneggiata. Nel 1334 era proprietà dei Savelli che l'avevano edificata a difesa delle loro terre contro le mire degli Orsini.

### Siti archeologici
Lavinium
L'antico sito di Lavinium è stato ritrovato a seguito di una campagna archeologica condotti dalla Sapienza di Roma a partire dal 1957. Gli scavi hanno permesso di identificare una serie di strutture dell'antica Lavinium, tra cui il Santuario delle XIII are, l'Heroon di Enea, un tumulo sepolcrale datato al VII secolo a.C., che si vorrebbe identificare come la tomba di Enea, le mura e una porta della città, le Terme, ed un deposito votivo dedicato a Minerva.
Villa romana
Nel 2006 a Torvaianica in via Siviglia sono stati ritrovati casualmente i resti di un'antica villa romana patrizia del III sec. d.C..
Santuario del Sol Indiges
Area compresa tra l’aeroporto militare di Pratica di Mare ed il litorale di Torvaianica. In questa zona le indagini archeologiche dell’Università “La Sapienza” di Roma, hanno portato alla luce i resti di un santuario, posto dove sorgeva lo scalo portuale della città e dove gli autori antichi ambientavano il leggendario sbarco di Enea.
Necropoli romana
Una necropoli romana del I-IV secolo d.C., adiacente ai resti di una villa rustica e resti di strada romana, sono stati rinvenuti ad inizio 2022 vicino la stazione di Stazione di Pomezia-Santa Palomba.

### Aree naturali
- Riserva Naturale della Sughereta[5]; l'area è classificata come riserva naturale ed è compresa nel sistema regionale delle aree naturali protette a partire da agosto 2016. È gestita dal Parco regionale dei Castelli Romani.
- Cava Tacconi[17]
- Dune del Pigneto e di Campo di Selva[17]
- Laghetti di Pratica di Mare [17]
- Dune di Torvajanica[18][19]

### Altro
Cimitero militare tedesco
Il cimitero militare tedesco è stato inaugurato a Pomezia nel 1960. Qui sono stati seppelliti oltre 27 000 militari tedeschi caduti durante la seconda guerra mondiale, a seguito dello sbarco di Anzio e durante la battaglia di Monte Cassino.

## Società

### Evoluzione demografica
Abitanti censiti

### Etnie e minoranze straniere
Al 31 dicembre 2023 la popolazione straniera era di 8.560 persone, pari al 13,16% della popolazione.

### Tradizioni e folclore
Le principali ricorrenze di Pomezia sono legate al carnevale, alla festa del patrono e a quella dell'Assunta.
- Carnevale: per quest'occasione si svolgono una sfilata di carri e altri festeggiamenti all'aperto.
- Santo patrono: si festeggia il patrono di Pomezia, san Benedetto da Norcia, con spettacoli musicali, una lotteria, fuochi d'artificio e una fiera. Si tiene l'11 luglio o la prima domenica successiva.
- Festa dell'Assunta: è celebrata con una processione di barche in mare e una messa sulla spiaggia di Torvaianica, il 15 agosto.

## Cultura

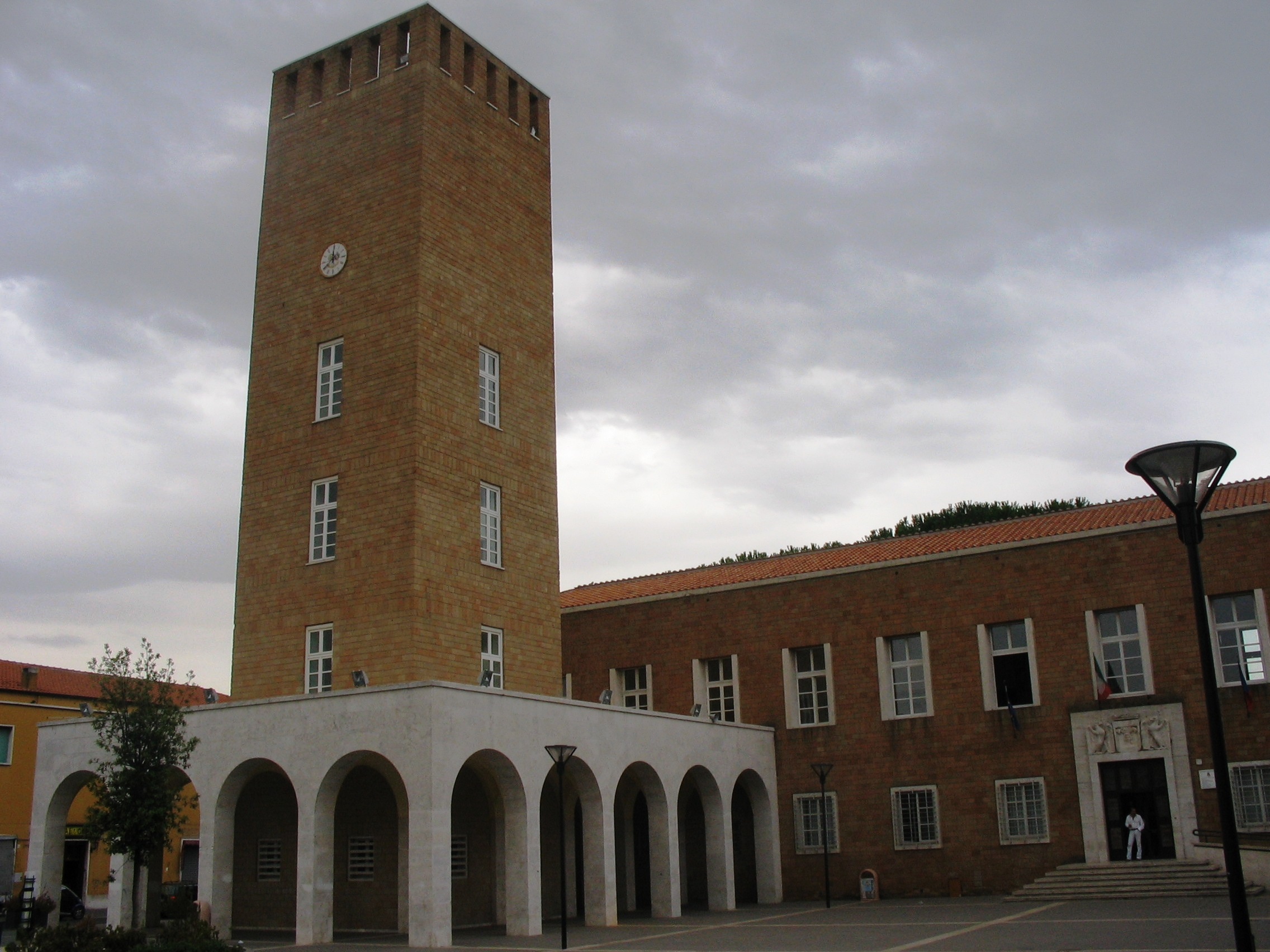
Torre civica e Municipio

### Istruzione

#### Biblioteche
A Pomezia si trovano una biblioteca comunale intitolata ad Ugo Tognazzi, e una biblioteca civica intitolata a Giacomo Manzu'.
La biblioteca, che fa parte delle organizzazioni bibliotecarie regionali (OBR), raccoglie più di 15 000 volumi, di cui 1 200 in formato multimediale. Possiede un settore dedicato ai bambini ed è dotata di 6 postazioni internet, di cui 2 destinate ai minori.

#### Scuole
A Pomezia si trovano diverse scuole superiori di secondo grado.

#### Musei
Museo Archeologico

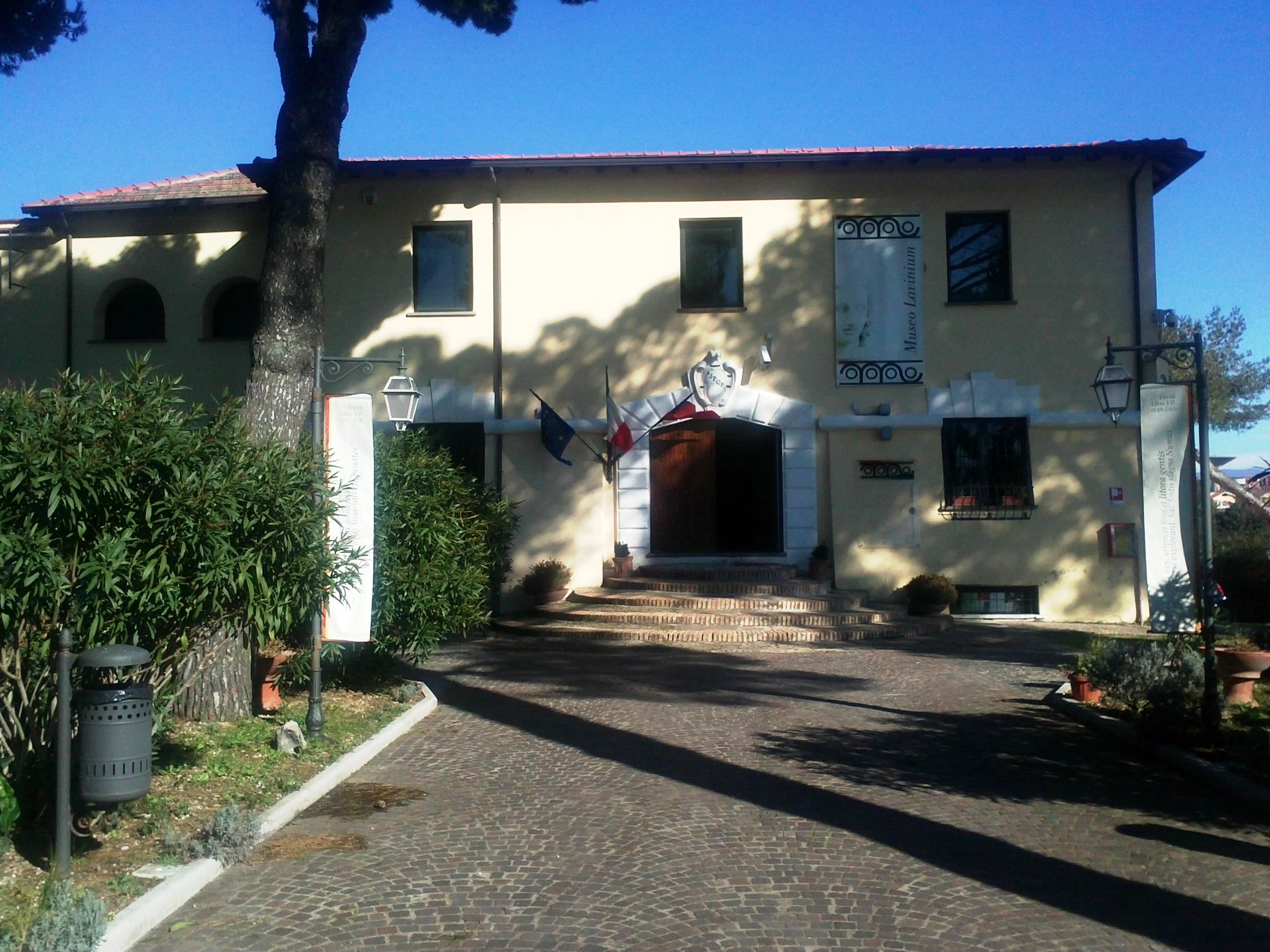
Museo archeologico

 Nel 2005 è stato aperto il - Museo Archeologico Lavinium Città di Pomezia – con la mostra "HIC DOMUS AENEAE".
Qui sono esposti alcuni reperti trovati nella zona, che molti studiosi identificano come l'antica Lavinium, dove si stabilì Enea con i suoi compagni in fuga da Troia.

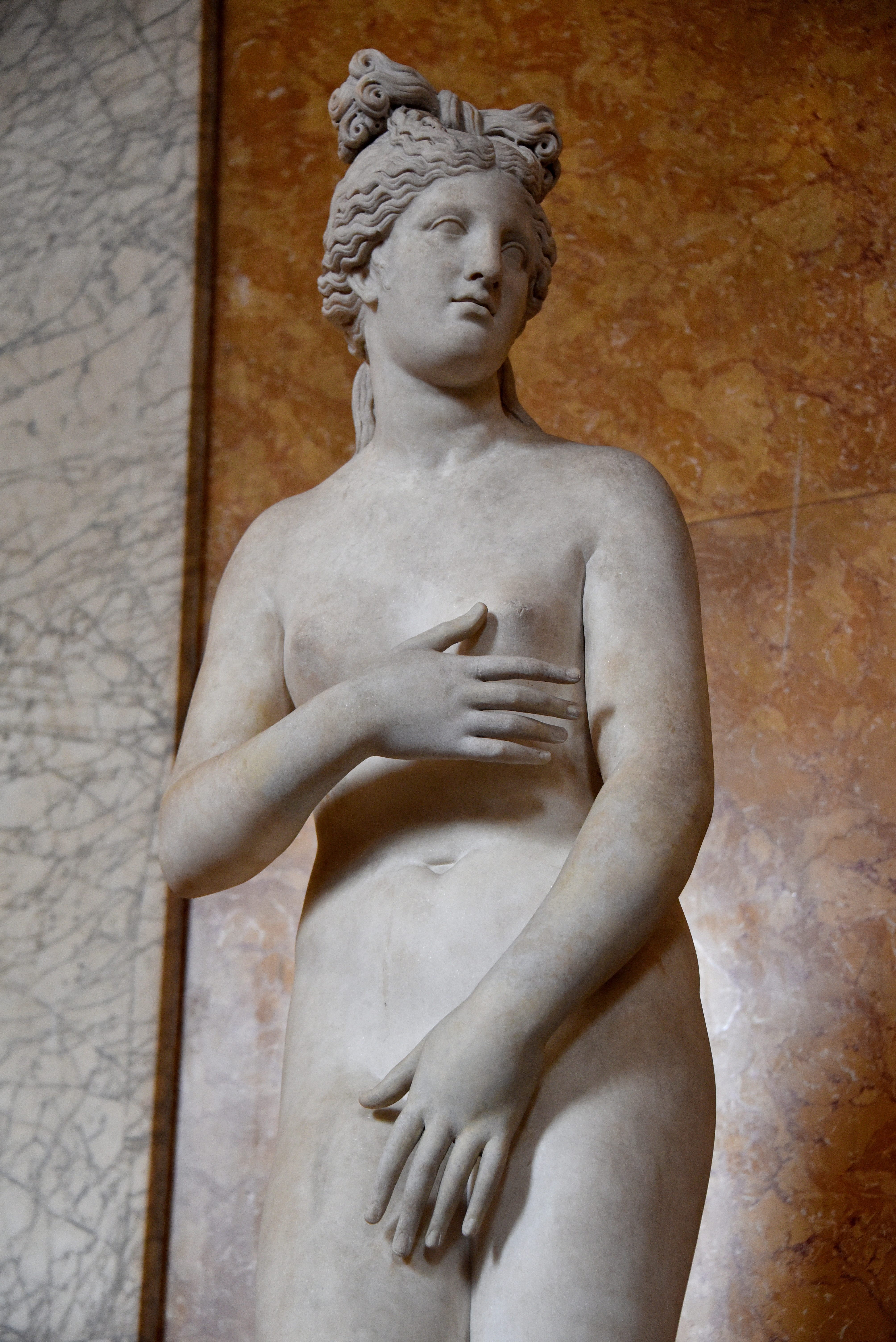
Nudo di Venere ritrovato nel 1794 a Campo Jemini, ed ora esposta al British Museum di Londra.

Il museo si compone di quattro sale in cui sono esposti reperti databili tra il V e il II secolo a.C., testimonianze dell'attività religiosa che qui si svolgeva, tanto che "Lavinium" in epoca romana era chiamata civitas religiosa.
La Domus Aeneae sorge in prossimità dell'area archeologica detta delle "Tredici are" e del Borgo di Pratica di Mare dei principi Borghese.
Museo Laboratorio del '900
Nel 2019 è stato inaugurato un museo-laboratorio che raccoglie il patrimonio identitario del comune in chiave d’arte contemporanea.
Al suo interno cinque sezioni tematiche raccontano, attraverso immagini, fotografie, proiezioni e cartografie, il periodo che va dalla fondazione fino alla fine della Cassa del Mezzogiorno:
- Pomezia in cantiere - è la sezione che narra la storia della città dalla sua progettazione all'inaugurazione;
- Città e governo del territorio - è la sezione che raccoglie la documentazione relativa alla costruzione e alle attività di Pomezia fra il 1938 e il 1948;
- Pomezia in rassegna - è l’area dedicata alla proiezione di filmati storici;
- Popoli fondatori - è la sezione dedicata alle origini dei popoli che hanno dato vita alla comunità di Pomezia, con foto storiche donate anche dai cittadini;
- Industrializzazione e sviluppo - è la sezione dedicata al periodo compreso fra il boom industriale degli anni ‘60 fino alla fine della Cassa del Mezzogiorno.

Museo del Servizio Aereo di Pratica di Mare
Il museo, che opera come sezione distaccata del Museo storico della Guardia di Finanza di Roma, espone gli elicotteri e velivoli utilizzati dalla Guardia di Finanza.
Museo del Selfie
Si trova all' interno dello Zoomarine di Torvajanica

### Media
Pontino Nuovo, giornale quindicinale di Pomezia ed Ardea nato nel 1986. Altri giornali che si occupano del territorio locale sono La Chiamata di Ardea e Pomezia, Il Caffè e Il Bivio.

### Cinema
Fracchia la belva umana del 1981: alcune scene del film furono girate a Pomezia.

## Geografia antropica

### Divisione in zone
1. Pomezia centro
2. Colli di Enea / Sedici pini
3. La sughereta
4. Torvajanica Alta
5. Pratica di mare / Monte d'oro
6. Martin pescatore / Campo selva
7. Campo ascolano / Villaggio Tognazzi
8. Torvajanica - Celori mare
9. Torvajanica centro
10. Torvajanica - Surf music
11. Campo Jemini
12. Castagnetta - Santa Procula
13. Maggiona - Area produttiva
14. Santa Palomba

### Frazioni
Borgo Santa Rita, Campo Ascolano, Castagnetta, Campobello, Campo Jemini, Campo Selva, Cinque Poderi, Colli di Enea, Macchiozza, Maggiona, Monachelle, Martin Pescatore, Nuova Lavinium (ex zona 167), Parco della Minerva, Pratica di Mare, Querceto, San Pancrazio, Santa Palomba, Santa Procula, Sedici Pini, Solforata, Torvaianica, Torvaianica Alta, Viceré, Villaggio Laurentum, Villaggio Tognazzi.

## Economia
L'economia cittadina attuale è legata all'aumento della crescita delle attività legate al settore industriale e al terziario, che ha permesso alla città di consolidare la sua importanza economica in ambito regionale, facendo di Pomezia uno dei comuni più sviluppati del centro Italia.

### Agricoltura
L'agricoltura pur avendo perso importanza, mantiene una forte presenza nel territorio comunale, come anche si ricava dall'individuazione di oltre 130 aree agricole identificate, ossia zone con esclusiva o prevalente funzione agricola. La maggior parte di queste aree si trovano nella zona che insiste sul Borgo di Pratica di Mare, e poi anche in quelle intorno a Torvaianica, a Santa Procula e Santa Palomba.

### Industria
La maggior risorsa del comune deriva dal settore industriale, sviluppatosi fortemente grazie alle politiche statali legate alla ex Cassa per il Mezzogiorno, soprattutto nei settori metalmeccanico, chimico e farmaceutico, abbigliamento e alimentare.
Tra le società operanti nel settore farmaceutico la Menarini, Sigma-Tau, la Johnson & Johnson e la IRBM Science Park, operante nel settore della biotecnologia molecolare, della scienza biomedicale e della chimica organica. Altri settori sviluppati sono quello dell'elettronica, della difesa, dell'avionica e della meccanica di precisione con aziende come Leonardo S.p.A. e Northrop Grumman Italia, della cartotecnica (Blasetti, la cui attività si trasferì da Roma negli anni sessanta, creando poi nel 2006 uno dei più grandi e moderni complessi industriali), della plastica e della trasformazione dei prodotti agroalimentari (tra cui Ica Foods con il marchio Crik Crok, il salumificio Fiorucci, la malteria SAPLO fornitrice di Birra Peroni, stabilimenti di torrefazione del caffè).
Dal 1970 al 1981 Pomezia ha ospitato anche uno stabilimento della IBM facente funzione di archivio di documentazione, abbandonato in favore dell'impianto di Santa Palomba, chiuso poi nel 2000.

### Servizi
Peso simile, e dal punto di vista occupazionale sempre più rilevante, ha il terziario, grazie anche alla presenza di grandi centri commerciali.
Molto attiva per contro l'edilizia, legata alla costruzione pressoché continua di edifici residenziali. L'attività edilizia viene
spinta dal forte flusso immigratorio, specie dal limitrofo comune di Roma (oltre mille nuove iscrizioni all'anagrafe nel solo 2005).
Negli ultimi anni si registra una consistente presenza di società che lavorano nell'ambito dell'Informatica, delle telecomunicazioni e delle nuove tecnologie in generale. Degna di nota è stata la presenza della sede italiana di HP Enterprise Service fino al 2023, divisione della multinazionale americana facente parte del gruppo HP (poi confluita nella DXC Technology).

### Turismo
Rilevanti sono anche le attività turistiche, tra le quali il parco acquatico Zoomarine e la vicinanza al parco divertimenti Cinecittà World; la città ha una buona dotazione alberghiera, che serve sia le esigenze delle imprese locali che quelle del turismo romano. L'industria del tempo libero si avvale fondamentalmente del litorale di Torvaianica, molto frequentato dai romani sia nei fine settimana che nei mesi estivi.

## Infrastrutture e trasporti

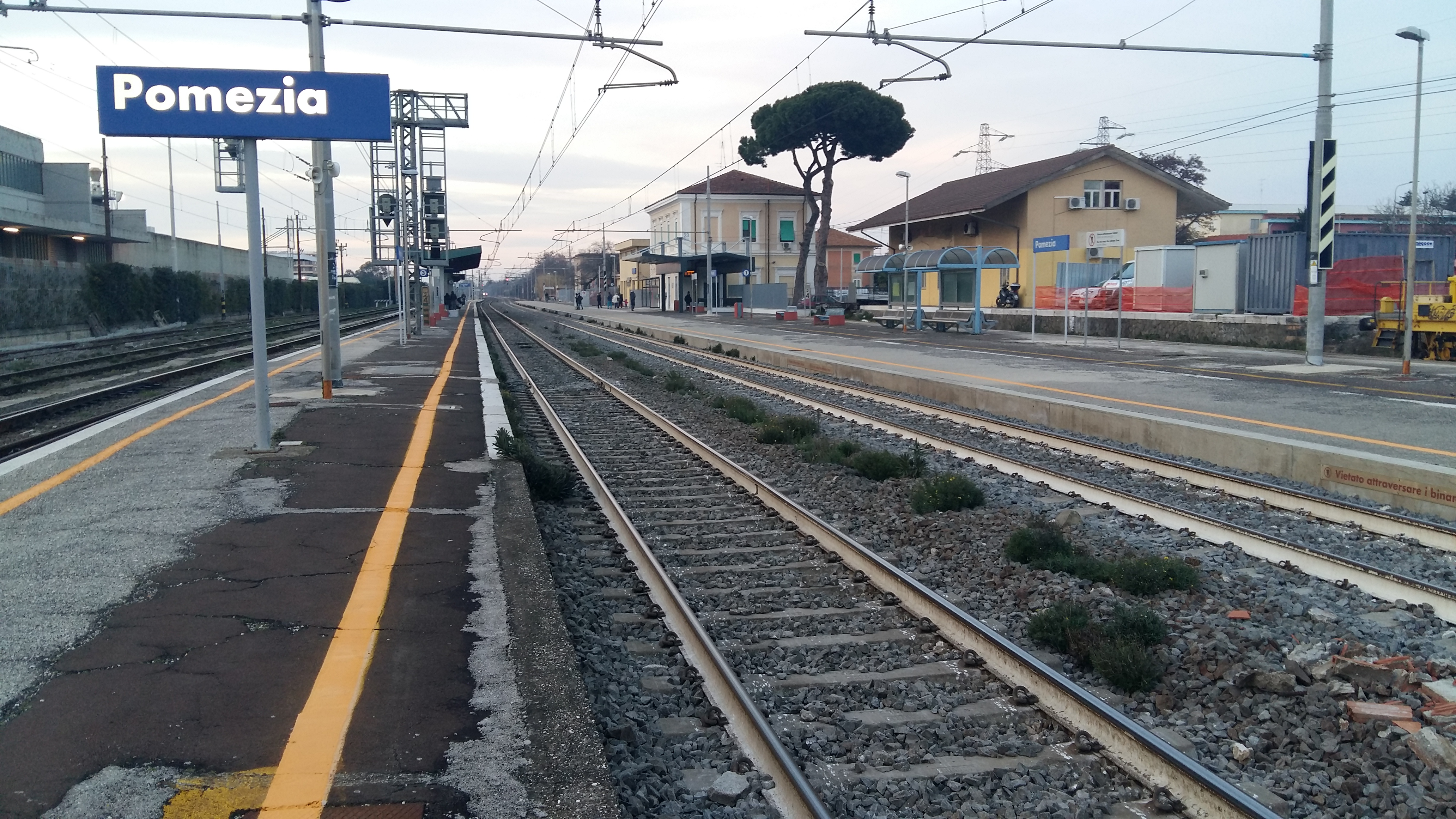
Stazione di Santa Palomba

### Strade
Diverse strade di media o grande importanza collegano Pomezia con le altre città limitrofe:
- Strada Statale 148 Pontina, collega Pomezia con Roma e Latina terminando a Terracina.
- Strada Provinciale 95b Laurentina, collega Pomezia con Roma e Tor San Lorenzo.
- Strada Provinciale 3e Ardeatina, collega Pomezia con Roma e Ardea.
- Strada Provinciale 101a Albano - Torvaianica, collega Pomezia con Albano e Torvaianica.
- Strada Provinciale 601 Ostia - Anzio, collega Torvaianica con Ostia e Anzio.

### Ferrovie
A Pomezia, a pochi chilometri dalla città, sorge la stazione ferroviaria di Pomezia-Santa Palomba, dove passano le linee Nettuno-Roma e Roma-Napoli.

### Aeroporti
Ha sede nel comune l'Aeroporto militare "Mario de Bernardi", conosciuto meglio come Aeroporto di Pratica di Mare, confinante col territorio comunale di Roma a sud della capitale.

## Amministrazione
| Periodo          | Periodo          | Primo cittadino           | Partito                            | Carica      | Note    |
| ---------------- | ---------------- | ------------------------- | ---------------------------------- | ----------- | ------- |
| 29 agosto 1984   | 12 dicembre 1985 | Claudio Caponetti         | Democrazia Cristiana               | Sindaco     |         |
| 12 dicembre 1985 | 4 dicembre 1986  | Filippo Walter Fedele     | Democrazia Cristiana               | Sindaco     |         |
| 4 dicembre 1986  | 15 ottobre 1988  | Attilio Bello             | Democrazia Cristiana               | Sindaco     |         |
| 15 ottobre 1988  | 10 agosto 1989   | Piero Angellotto          | Democrazia Cristiana               | Sindaco     |         |
| 10 agosto 1989   | 28 marzo 1991    | Rodolfo Zaccaria Proietti | Partito Socialista Italiano        | Sindaco     |         |
| 28 marzo 1991    | 2 febbraio 1993  | Filippo Walter Fedele     | Democrazia Cristiana               | Sindaco     |         |
| 22 giugno 1993   | 12 maggio 1997   | Giancarlo Tassile         | Partito Democratico della Sinistra | Sindaco     |         |
| 12 maggio 1997   | 8 agosto 1998    | Angelo Capriotti          | Patto Segni                        | Sindaco     | [ N 1 ] |
| 8 agosto 1998    | 30 novembre 1998 | Manlio Francica           |                                    | Commissario |         |
| 30 novembre 1998 | 17 maggio 2001   | Maurizio Aureli           | Democratici di Sinistra            | Sindaco     | [ N 1 ] |
| 17 maggio 2001   | 28 maggio 2002   | Antonio D'Acunto          |                                    | Commissario |         |
| 28 maggio 2002   | 31 agosto 2005   | Stefano Zappalà           | Forza Italia                       | Sindaco     | [ N 1 ] |
| 31 agosto 2005   | 13 giugno 2006   | Francesco Avellone        |                                    | Commissario |         |
| 13 giugno 2006   | 8 gennaio 2013   | Enrico De Fusco           | Partito Democratico                | Sindaco     | [ N 1 ] |
| 8 gennaio 2013   | 10 giugno 2013   | Serenella Bellucci        |                                    | Commissario |         |
| 10 giugno 2013   | 20 marzo 2018    | Fabio Fucci               | Movimento 5 Stelle                 | Sindaco     | [ N 2 ] |
| 20 marzo 2018    | 25 giugno 2018   | Raffaela Moscarella       |                                    | Commissario |         |
| 25 giugno 2018   | 31 agosto 2022   | Adriano Zuccalà           | Movimento 5 Stelle                 | Sindaco     | [ N 2 ] |
| 3 settembre 2022 | 5 gennaio 2023   | Giancarlo Dionisi         |                                    | Commissario |         |
| 26 gennaio 2023  | 18 maggio 2023   | Gianfranco Tomao          |                                    | Commissario |         |
| 18 maggio 2023   | in carica        | Veronica Felici           | Fratelli d'Italia                  | Sindaco     |         |

### Gemellaggi
- Itápolis
- Singen
- Çanakkale

## Sport

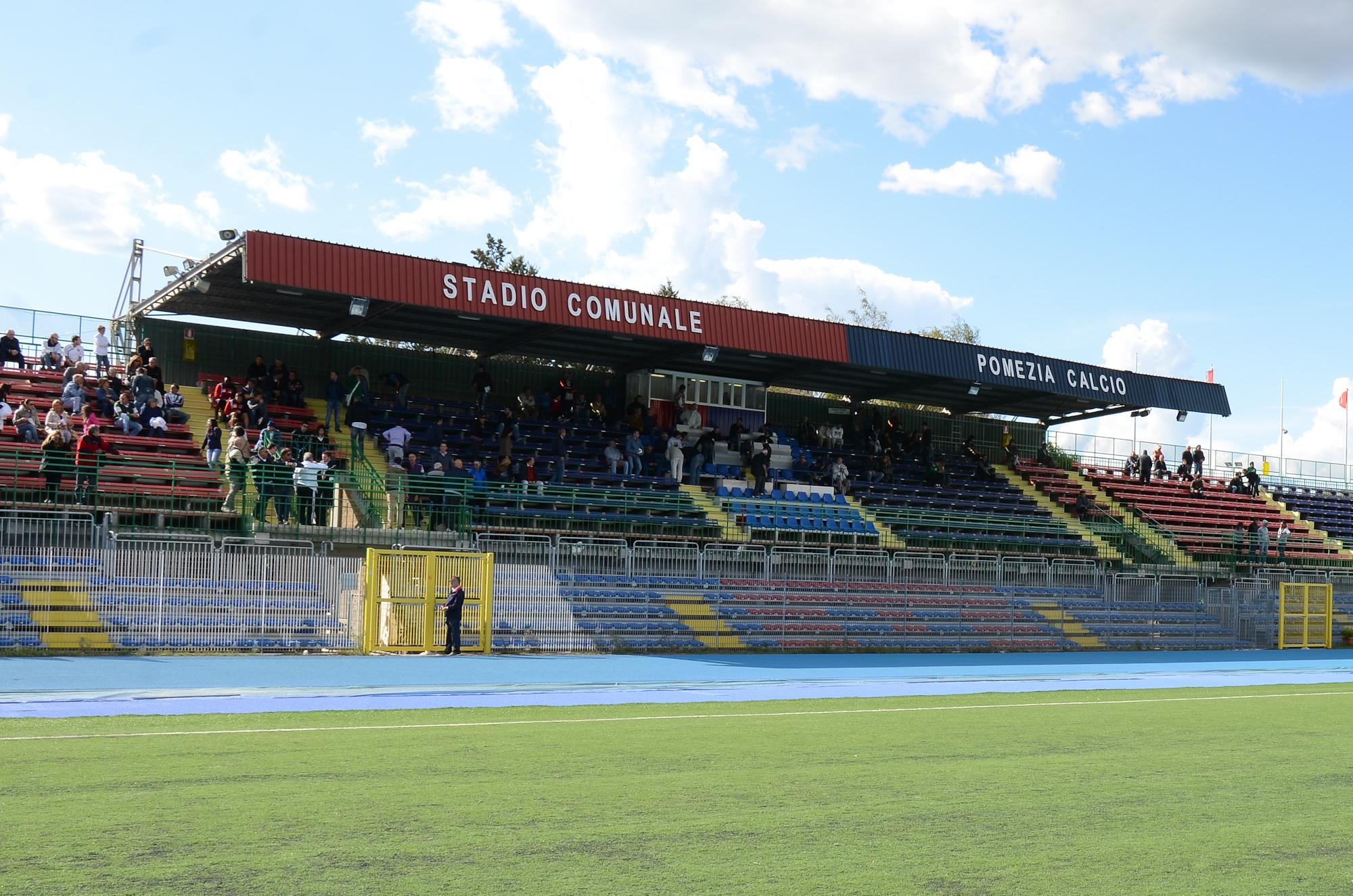
Lo stadio comunale di Pomezia

### Atletica leggera
- ASD Atletica Pomezia.[33]
- ASD I-Walks. Associazione Sportiva con la pratica del Nordic Walking. [senza fonte]

### Calcio
- A.S.D. Pomezia Calcio 1957 che, nella stagione 2024-2025, milita nel campionato maschile di Eccellenza.
- A.S.D. UniPomezia che, nella stagione 2024-2025, milita nel campionato maschile di Eccellenza.
- A.S.D. Indomita Pomezia che, nella stagione 2024-2025, milita nel campionato maschile di Promozione.
- U.S.D. Città di Pomezia che, nella stagione 2024-2025, milita nel campionato maschile di Prima Categoria.

### Calcio a 5
- Fortitudo Pomezia 1957 che, nella stagione 2024-2025, milita nel campionato maschile di Serie A.[34]

### Pallacanestro
- Vis Fortitudo Pomezia che è in serie C femminile.
- A.D. Polisportiva Virtus Settanta che nel 2019-2020 milita nel campionato maschile di serie C Silver.[35]

### Pallavolo
Nella pallavolo la città è rappresentata dal Unipol Pomezia in ambito maschile (milita in serie B2), mentre in ambito femminile dal Volley Club Pomezia (1ª e 2ª Divisione), dalla Pomezia Volley e dal Pallavolo Pomezia, militante in 1ª Divisione.

### Rugby
Per il rugby esiste il Pomezia Torvaianica Rugby (1996).

### Impianti sportivi
- PalaLavinium;[36]
- Stadio comunale; [36]
- Stadio "Franco Maniscalco"; [36]
- City Sport Center a Torvaianica;[senza fonte]
- Kartdodromo Pomezia, una struttura [36] indoor utilizzata per gare nazionali ed internazionali di Go kart;[37]
- Indomita Park a Selva dei Pini.[38]
- Onda Blu
- Roman Sport City[39]

### Annotazioni
1. 1 2 3 4  Dimissionario.
2. 1 2  Decaduto in seguito alle dimissioni della maggioranza dei consiglieri comunali.

### Riferimenti
1. 1 2   Bilancio demografico mensile anno 2025 (dati provvisori), su demo.istat.it, ISTAT.
2. ↑   Classificazione sismica (XLS), su rischi.protezionecivile.gov.it.
3. ↑   Tabella dei gradi/giorno dei Comuni italiani raggruppati per Regione e Provincia (PDF), in Legge 26 agosto 1993, n. 412, allegato A, Agenzia nazionale per le nuove tecnologie, l'energia e lo sviluppo economico sostenibile, 1º marzo 2011,  p. 151. URL consultato il 25 aprile 2012 (archiviato dall'url originale il 1º gennaio 2017).
4. ↑   Luciano Canepari, Pomezia, in Il DiPI: dizionario di pronuncia italiana, Bologna, Zanichelli, 1999, ISBN 88-08-09344-1.
5. 1 2   Istituita con L.R. 10 agosto 2016, n. 12 (PDF), su parcocastelliromani.it. URL consultato il 15 marzo 2018 (archiviato dall'url originale il 16 marzo 2018).
6. 1 2 3 4   Comune di Pomezia. Relazione sulla performance anno 2023, su pomezia.trasparenza-valutazione-merito.it. URL consultato il 15 luglio 2025.
7. 1 2 3   Da Geo.OnLine della Regione Lazio. Carta Tecnica Regionale 1:5000 2002 (RM _ VT _ LT ) IWS 2015, su cartografia.regione.lazio.it. URL consultato il 15 marzo 2018 (archiviato dall'url originale il 24 marzo 2018).
8. ↑  Relazione sulla Circoscrizione dell'Agro Romano, da Atti del Consiglio comunale di Roma, 1985 (pp. 99-110 della relazione) .
9. ↑   Architettura Rurale. la memoria del paese, Altralinea Edizioni, 2024,  p. 61, ISBN 9791256760039. URL consultato il 15 giugno 2025.
10. 1 2   Antonio Sessa, Pomezia venne fondata 70 anni fa, in il Pontino Nuovo, 16 aprile 2008. URL consultato il 16 aprile 2009 (archiviato dall'url originale il 20 giugno 2015).
11. ↑   Pomezia, decreto 1939-11-03 RD, concessione di stemma e gonfalone, su Archivio Centrale dello Stato. URL consultato il 5 aprile 2022.
12. ↑   Statuto Città Pomezia - art. 3 (PDF), su Dipartimento per gli affari interni e territoriali - Ministero dell'Interno. URL consultato il 29 gennaio 2023.
13. 1 2   carlofinocchietti, Le torri della Campagna Romana, su blogcamminarenellastoria.wordpress.com, 7 gennaio 2018. URL consultato il 13 maggio 2021.
14. ↑   La sensazionale scoperta archeologica durante i lavori alla stazione di Pomezia, via ai restauri, su ilcaffe.tv. URL consultato il 5 agosto 2024.
15. ↑   Rinvenute evidenze archeologiche (I sec. a.C. – V sec. d.C.) nei pressi della stazione ferroviaria di Pomezia (RM), su sabap-rm-met.beniculturali.it. URL consultato il 5 agosto 2024.
16. ↑   Pomezia, durante i lavori alla stazione viene scoperta una necropoli di età romana, su fanpage.it. URL consultato il 5 agosto 2024.
17. 1 2 3   Istituzione di un Monumento Naturale a Pomezia, su regione.lazio.it. URL consultato il 25 luglio 2024.
18. ↑   Le dune di Torvajanica, su pomeziaetorvajanica.it.
19. ↑   Habemus Dune, il progetto di riqualificazione della spiaggia di Torvaianica, su pomeziaetorvajanica.it.
20. ↑  Dati tratti da:
  -  Popolazione residente dei comuni. Censimenti dal 1861 al 1991 (PDF), su ebiblio.istat.it, ISTAT.
  -  Popolazione residente per territorio – serie storica, su esploradati.censimentopopolazione.istat.it.
Nota bene: il dato del 2021 si riferisce al dato del censimento permanente al 31 dicembre di quell'anno.
21. ↑   demo.istat.it,  https://demo.istat.it/app/?i=P03&l=it.
22. ↑   Istituti superiori sul sito del comune, su comune.pomezia.rm.it. URL consultato il 3 maggio 2020 (archiviato dall'url originale il 17 febbraio 2020).
23. ↑   Il nuovo portale del museo Antica Lavinium di Pomezia, su museopomezia.it. URL consultato il 13 maggio 2021 (archiviato dall'url originale il 20 maggio 2017).
24. ↑  Antonio Nibby,Analisi storico-topografico-antiquaria della carta de' Dintorni di Roma, Aphrodisium–Campo Jemini.
25. ↑   Museo del Servizio Aereo della Guardia di Finanza, su ihap.it. URL consultato il 29 febbraio 2024.
26. ↑   museo del selfie, su zoomarine.it.
27. ↑   Il cambio della guardia (1962), su davinotti.com. URL consultato il 26 gennaio 2025.
28. ↑   La Frazione di Castagnetta, su italia.indettaglio.it. URL consultato il 10 giugno 2024.
29. ↑   NTA Castagnetta-Zonizzazione Castagnetta, su pomezia.trasparenza-valutazione-merito.it. URL consultato il 10 giugno 2024.
30. ↑   Pomezia - Enciclopedia, su Treccani. URL consultato il 17 aprile 2025.
31. ↑   RSU IBM Italia - Da BLUE a CELESTICA, su rsuibmsegrate.altervista.org. URL consultato il 10 luglio 2025.
32. ↑   A Pomezia crolla il Movimento 5 Stelle: Veronica Felici (centrodestra) eletta sindaca al primo turno, su fanpage.it. URL consultato il 18 novembre 2024.
33. ↑  La società sul sito della Fidal (funzione cerca sulla mappa)
34. ↑  La squadra sul sito Tuttocampo
35. ↑  Il campionato regionale sul sito della FIP
36. 1 2 3 4   Elenco impianti sportivi, Città di Pomezia, su comune.pomezia.rm.it. URL consultato il 27 agosto 2024.
37. ↑   Kartrodomo pomezia, su kartodromopomezia.it. URL consultato il 30 luglio 2024.
38. ↑   romansportcity.it.
39. ↑   Nuoto, su romansportcity.it.